# Поднебиле
Поднебиле (пол. Podniebyle) — село в Польщі, у гміні Єдліче Кросненського повіту Підкарпатського воєводства.
Населення — 366 осіб (2011).
У 1975-1998 роках село належало до Кросненського воєводства.

## Демографія
Демографічна структура станом на 31 березня 2011 року:
|          | Загалом | Допрацездатний вік | Працездатний вік | Постпрацездатний вік |
| -------- | ------- | ------------------ | ---------------- | -------------------- |
| Чоловіки | 184     | 47                 | 124              | 13                   |
| Жінки    | 182     | 31                 | 94               | 57                   |
| Разом    | 366     | 78                 | 218              | 70                   |